# David Oliver (Schauspieler, 1962)
David Oliver  (* 31. Januar 1962 in Concord, Kalifornien; † 12. November 1992 in Los Angeles, Kalifornien) war ein US-amerikanischer Schauspieler.

## Leben
Oliver wuchs in Concord, Kalifornien, auf. Er absolvierte eine Ausbildung zum Schauspieler. In verschiedenen Rollen im US-amerikanischen Film und Fernsehen war er tätig. In der Fernsehserie Another World spielte er die Rolle Perry Hutchins. Sein Lebensgefährte war Terry Houlihan. Am 12. November 1992 verstarb Oliver an den Folgen von AIDS.

## Filmografie (Auswahl)
- 1982: Detektei mit Hexerei (Episode: Abra-Cadaver)
- 1983–1985: Another World (Fernsehserie)
- 1985: Lady Blue (Fernsehserie, Episode: Beasts of Prey)
- 1986: Santa Barbara (Fernsehserie, 2 Episoden)
- 1986: A Year in the Life (Mini-Serie)
- 1986: Die Nacht der Creeps
- 1987–1988: A Year in the Life (22 Episoden)
- 1987: 21 Jump Street – Tatort Klassenzimmer (Episode: Feine Jungs)
- 1987: If It’s Tuesday, This Must Be Belgium (Fernsehfilm)
- 1988: Defense Play – Mörderische Spiele
- 1988: Deadly Intent (Direct-to-video release)
- 1989: The Horror Show
- 1989: Protect and Surf (Fernsehfilm)
- 1990: Mord ist ihr Hobby (Episode: Eine Romanze der Phantasie)
- 1991: Edward II
- 1992: Raumschiff Enterprise – Das nächste Jahrhundert (Episode: Cost of Living)
- 1992: Miracle in the Wilderness (Fernsehfilm)